# Carrer del Castell i carrer Major (Rasquera)
El Carrer Castell i Carrer Major és un carrer de Rasquera (Ribera d'Ebre) inclòs a l'Inventari del Patrimoni Arquitectònic de Catalunya. Situat dins del nucli antic de la població de Rasquera, al bell mig del terme i envoltant el sector antigament ocupat pel castell, del que només resta el record pel topònim de ca Santos del Castell.
Es tracta d'un carrer de recorregut sinuós, estret i disposat en pendent, donat que la part antiga de la vila, i el recinte del castell, es troben enlairats damunt d'un petit turó. Les cases que delimiten la via són de procedència àrab. Es tracta d'habitatges entre mitgeres distribuïts en planta baixa, pis i golfes, amb les cobertes majoritàriament de dues vessants. En origen presentaven arcades de mig punt i el típic arc morisc de l'Ebre, tot i que actualment estan força transformades. Moltes d'elles conserven els revestiments originals bastits en terra argilosa, que tapaven l'obra de maçoneria de la construcció. En alguns casos encara conserven l'ampit de les obertures pintat de color blau, símbol de protecció pels maleficis de l'exterior. A l'extrem sud-est de la via encara es conserven els antics accessos al castell, identificats amb el perxe del carrer Major, 43 i el del passeig del Pou.

## Història
El castell de Rasquera es documentà per primera vegada l'any 1153 en una donació de Ramon Berenguer IV als templers, juntament amb les terres del seu terme i el castell de Miravet i altres diverses possessions.
El poble va créixer a l'entorn del castell, però un altre nucli es va anar edificant al Solà. Després de la dissolució dels templers els seus béns passaren a mans dels hospitalers. Posteriorment durant la guerra del Francès el castell i la vila foren invadits per les tropes napoleòniques.
L'actual carrer major i el carrer Castell formarien el que durant segles fou una vila closa. Aquesta tenia tres portals com a mínim: un emplaçat entre Ca Piñol i Ca Joan de la Botiga; altre al final de l'actual carrer del Pou i la per acabar un situat entre Ca Julio i Ca la Modesta, també dit "la porta de Miravet". Aquesta vila closa no estava tancada per muralles sinó per les façanes posteriors de les cases que formaven l'actual carrer Major.
Fora del clos hi havia altres nuclis: el format pels carrers de Miravet i l'Hospital, el "barrio del Castillo" (Padró del 1817) i el "camí de Tortosa", on se situava una torre de vigilància dita del Codoñol, que podria ser a l'actual carrer Baix, a la casa dita "Codoñera".
Actualment sols queda del castell, un recorregut de la vila closa pel carrer Major i pel carrer Castell del que ha heretat el nom, les restes d'algun possible perxe o entrada al recinte emmurallat, l'antropònim de Ca Santos del Castell, i la cançó: "Adiós, Capella querida/ Adiós carrer de Lepanto / que me'n prenen pal Castell propet del carrer del Santo".